# (20969) Sámo
Pour les articles homonymes, voir Samo.
(20969) Sámo, désignation internationale (20969) Samo, est un astéroïde de la ceinture principale.

## Description
(20969) Sámo est un astéroïde de la ceinture principale. Il fut découvert par Antonin Mrkos le 17 septembre 1979 à l'observatoire Klet'. Il présente une orbite caractérisée par un demi-grand axe de 2,6 UA, une excentricité de 0,275 et une inclinaison de 5,2° par rapport à l'écliptique.
Il fut nommé en hommage à Sámo (600-?), marchand d'origine franque, qui fédéra en royaume les tribus slaves et en pris la tête pour vaincre les Avars. Ce fut le premier royaume de Bohème connu.

## Compléments